# Women in Music Pt. III
Women in Music Pt. III é o terceiro álbum de estúdio da banda norte-americana Haim. Seu lançamento ocorreu em 26 de junho de 2020, por intermédio da Columbia Records e da Polydor Records. O álbum teve seu lançamento original marcado para 24 de abril de 2020, mas foi adiado devido à pandemia de COVID-19, principalmente em função das novas regras de viagem e de quarentena ao redor do mundo.
Produzido por Danielle Haim, Rostam Batmanglij e Ariel Rechtshaid, foi precedido pelos singles "Summer Girl", "Now I'm in It" e 'Hallelujah". A canção "The Steps" foi lançada conjuntamente com a pré-venda. Antes de ser oficialmente anunciado, o álbum era tido como um dos mais aguardados de 2020, de acordo com publicações da Pitchfork e Vulture. Em 2020, o álbum  foi indicado ao Grammy Awards de 2021 na categoria de Álbum do Ano, enquanto "The Steps" foi indicada à categoria de Melhor Performance de Rock.

## Antecedentes e composição
A banda deu pistas sobre o álbum ao publicar a abreviação WIMPIII nas redes sociais, além de oferecer uma camiseta grátis para qualquer pessoa que acertasse o significado ou que as fizesse rir.
Após a turnê de seu álbum anterior, Something to Tell You (2017), o trio vivenciou diversas lutas, incluindo a morte do amigo de Alana, a luta de Este com diabetes tipo 1 e o diagnóstico de câncer do namorado de Danielle, o produtor Ariel Rechtshaid. Devido a isso, canalizaram tais experiências em sua música, demonstrando famiiaridades com a "depressão em todos os seus estados". Consoante ao título do álbum, muitas canções discutem a misoginia que a banda enfrenta na indústria musical; por exemplo, "Man from the Magazine" é uma canção irônica de Joni Mitchell sobre as perguntas casualmente sexistas feitas por jornalistas.
A capa do álbum foi filmada no Canter's Deli, em Los Angeles, por Paul Thomas Anderson, o qual também dirigiu os videoclipes de todos os três singles e "The Steps".
O álbum é definido principalmente ocmo pop rock, mas apresenta elementos de folk-pop, hip hop, reggae, lo fi, heartland rock, dance, country rock, UK garage, electropop, free jazz, funk, R&B contemporâneo, bem como música pop dos anos 1970 e 1980.

## Recepção crítica
| Críticas profissionais | Críticas profissionais |
| Pontuações agregadas   | Pontuações agregadas   |
| Fonte                  | Avaliação              |
| ---------------------- | ---------------------- |
| Metacritic             | 89/100                 |
| Avaliações da crítica  |                        |
| Fonte                  | Avaliação              |
| AllMusic               | [ 9 ]                  |
| The Daily Telegraph    | A–                     |
| The Guardian           | [ 17 ]                 |
| The Independent        | [ 18 ]                 |
| NME                    | [ 19 ]                 |
| The Observer           | [ 20 ]                 |
| Pitchfork              | 8.6/10                 |
| Rolling Stone          | [ 14 ]                 |
| Slant Magazine         | [ 12 ]                 |

Women in Music Pt. III recebeu aclamação universal dos críticos de música. No Metacritic, portal que atribui uma classificação ponderada de até 100 pontos para publicações convencionais, o álbum contém nota 89, com base em 23 análises. Além disso, o álbum foi escolhido pela crítica especializada do New York Times e foi destaque na Pitchfork.
Muitos críticos notaram o uso de novas sonoridades pelo tro e a exploração de outros gênerosn o álbum. Para a Pitchfork, Aimee Cliff afirmou: "Ouvimos Haim como nunca as tínhamos ouvido antes: não apenas musicistas proficientes, mas cheio de falhas e contradições, tornando-se algo muito maior." Além disso, citou que o álbum "evita o rock usual da banda para encontrar o gênero certo de acordo com a atmosfera", misturando, às vezes, diferentes estilos na mesma faixa. Lindsay Zoladz, do New York Times, escreveu que o álbum "abre um caminho bem-vindo para a sonoridade do grupo", observando, ainda, que "de vez em quando, sobrecarregam os arranjos com muitas peculiaridades sônicas ou pontes faladas, mas seus riscos são recompensadores."
Em julho de 2020, a obra foi incluida na seleção dos melhores álbuns de 2020 das publicações Entertainment Weekly e Slant Magazine.

## Reconhecimento
Em 24 de novembro de 2020, o álbum  foi indicado ao Grammy Awards de 2021 na categoria de Álbum do Ano, tornando-se a primeira indicação da banda à premiação. Além disso, o single "The Steps" foi indicado à categoria de Melhor Performance de Rock.
| Publicação | Seleção                       | Posição | Ref.   |
| ---------- | ----------------------------- | ------- | ------ |
| Exclaim!   | Os 50 Melhores Álbuns de 2020 | 6       | [ 23 ] |
| NPR        | Os 50 Melhores Álbuns de 2020 | 11      | [ 24 ] |
| Pitchfork  | Os 50 Melhores Álbuns de 2020 | 8       | [ 25 ] |
| Stereogum  | Os 50 Melhores Álbuns de 2020 | 4       | [ 26 ] |

## Alinhamento de faixas
Todas as faixae foram produzias por Danielle Haim, Rostam Batmanglij e Ariel Rechtshaid, exceto onde destacado.
| N.º            | Título                                         | Compositor(es)                                                            | Duração |  |
| 1.             | "Los Angeles"                                  | Danielle Haim, Este Haim, Alana Haim, Rostam Batmanglij, Ariel Rechtshaid | 3:20    |  |
| 2.             | "The Steps" (prod. adicional de Dave Fridmann) | D. Haim, E. Haim, A. Haim, Batmanglij, Rechtshaid                         | 4:07    |  |
| 3.             | "I Know Alone"                                 | D. Haim, E. Haim, A. Haim, Batmanglij, Rechtshaid, Buddy Ross             | 3:46    |  |
| 4.             | "Up from a Dream"                              | D. Haim, E. Haim, A. Haim, Batmanglij, Rechtshaid                         | 3:17    |  |
| 5.             | "Gasoline"                                     | D. Haim, E. Haim, A. Haim, Batmanglij                                     | 3:13    |  |
| 6.             | "3 AM"                                         | D. Haim, E. Haim, A. Haim, Tommy King, Batmanglij, Rechtshaid             | 3:10    |  |
| 7.             | "Don't Wanna"                                  | D. Haim, E. Haim, A. Haim, Batmanglij                                     | 3:21    |  |
| 8.             | "Another Try"                                  | D. Haim, E. Haim, A. Haim, Batmanglij, Rechtshaid                         | 3:25    |  |
| 9.             | "Leaning on You"                               | D. Haim, E. Haim, A. Haim, Batmanglij                                     | 3:21    |  |
| 10.            | "I've Been Down"                               | D. Haim, E. Haim, A. Haim, Batmanglij                                     | 2:51    |  |
| 11.            | "Man from the Magazine"                        | D. Haim, E. Haim, A. Haim                                                 | 2:06    |  |
| 12.            | "All That Ever Mattered"                       | D. Haim, E. Haim, A. Haim, Batmanglij, Rechtshaid                         | 2:30    |  |
| 13.            | "FUBT"                                         | D. Haim                                                                   | 3:13    |  |
| Duração total: | Duração total:                                 | Duração total:                                                            | 41:40   |  |

| Faixas extras  |                 |                                                                      |         |  |
| N.º            | Título          | Compositor(es)                                                       | Duração |  |
| 14.            | "Now I'm in It" | D. Haim, E. Haim, A. Haim, Batmanglij, Ramesh Srivastava, Rechtshaid | 3:24    |  |
| 15.            | "Hallelujah"    | D. Haim, E. Haim, A. Haim, Tobias Jesso Jr.                          | 3:10    |  |
| 16.            | "Summer Girl"   | D. Haim, E. Haim, A. Haim, Batmanglij, Rechtshaid, Reed              | 3:25    |  |
| Duração total: | Duração total:  | Duração total:                                                       | 51:39   |  |

| Faixas extras (versão do vinil) |                                        |                                                               |         |  |
| N.º                             | Título                                 | Compositor(es)                                                | Duração |  |
| 14.                             | "Summer Girl" (versão do videoclipe)   | D. Haim, E. Haim, A. Haim, Batmanglij, Rechtshaid, Reed       | 3:52    |  |
| 15.                             | "Now I'm in It" (versão do videoclipe) | D. Haim, E. Haim, A. Haim, Batmanglij, Srivastava, Rechtshaid | 3:56    |  |
| 16.                             | "Hallelujah"                           | D. Haim, E. Haim, A. Haim, Jesso                              | 3:10    |  |
| Duração total:                  | Duração total:                         | Duração total:                                                | 52:38   |  |

Notas
- "Summer Girl" contém um excerto da composição de contains a portion of the composition "Walk on the Wild Side", escrita por Lou Reed.